# A66 (Storbritannien)

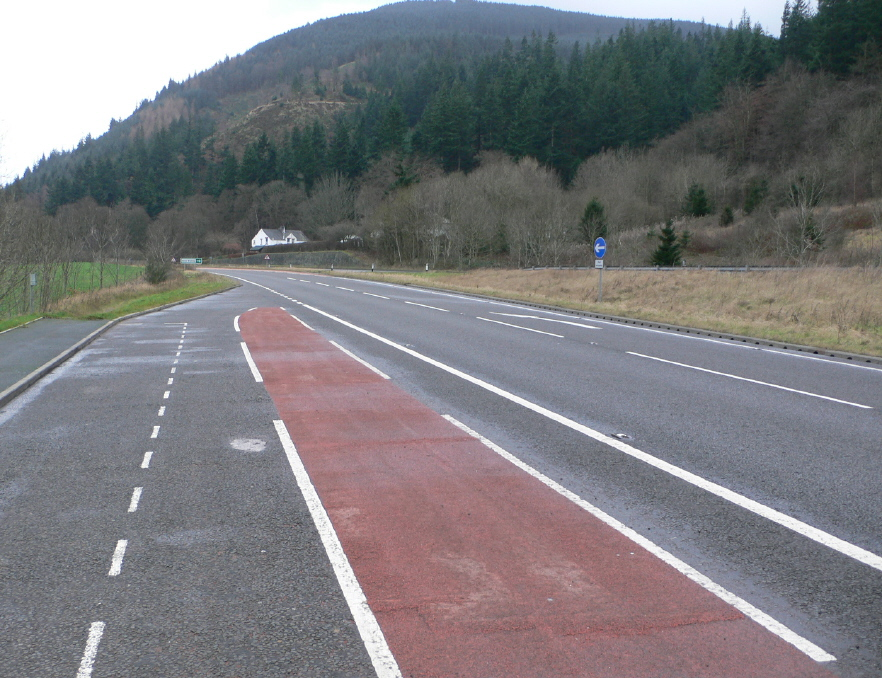
A66 vid Bassenthwaite Lake i Cumbria.

A66 är en huvudväg mellan Workington och Middlesbrough i Storbritannien, via Keswick, Penrith, Brough, Scotch Corner och Darlington. Delen mellan Penrith och Scotch Corner är en viktig förbindelse över Penninerna och är delvis utbyggd till fyrfältsväg. Sträckan från Scotch Corner till Darlington, som delvis är gemensam med A1, är motorväg och skyltas A66(M) på den del där A66 är värdväg.